# Glover Trophy 1962
Glover Trophy 1962 je bila šesta neprvenstvena dirka Formule 1 v sezoni 1962. Odvijala se je 23. aprila 1962 na dirkališču Goodwood Circuit.

## Dirka
| Poz | Dirkač              | Moštvo                         | Konsturktor     | Čas/Odstop                   | Št. mesto |
| --- | ------------------- | ------------------------------ | --------------- | ---------------------------- | --------- |
| 1   | Graham Hill         | Owen Racing Organisation       | BRM             | 58:55.2                      | 2         |
| 2   | Bruce McLaren       | Cooper Car Company             | Cooper-Climax   | + 43.4 s                     | 3         |
| 3   | Innes Ireland       | UDT-Laystall Racing Team       | Lotus-Climax    | 41 krogov                    | 4         |
| 4   | Roy Salvadori       | Bowmaker Racing Team           | Lola-Climax     | 41 krogov                    | 10        |
| 5   | Masten Gregory      | UDT-Laystall Racing Team       | Lotus-Climax    | 41 krogov                    | 8         |
| 6   | Tony Shelly         | John Dalton                    | Lotus-Climax    | 40 krogov                    | 7         |
| 7   | Keith Greene        | Gilby Engineering              | Gilby-Climax    | 39 krogov                    | 14        |
| 8   | Tony Settember      | Emeryson Cars                  | Emeryson-Climax | 38 krogov                    | 9         |
| 9   | Gerry Ashmore       | Gerry Ashmore                  | Lotus-Climax    | 38 krogov                    | 16        |
| 10  | Richie Ginther      | Owen Racing Organisation       | BRM             | 38 krogov                    | 6         |
| 11  | Wolfgang Seidel     | Autosport Team Wolfgang Seidel | Porsche         | 38 krogov                    | 13        |
| Ods | Stirling Moss       | UDT-Laystall Racing Team       | Lotus-Climax    | Trčenje                      | 1         |
| Ods | John Surtees        | Bowmaker Racing Team           | Lola-Climax     | Motor                        | 5         |
| Ods | Graham Eden         | Gerry Ashmore                  | Emeryson-Climax | Motor                        | 15        |
| Ods | Jay Chamberlain     | Jay Chamberlain                | Lotus-Climax    | Puščanje vode                | 12        |
| WD  | Günther Seiffert    | Autosport Team Wolfgang Seidel | Lotus-Climax    | Car damaged at previous race | -         |
| WD  | John Campbell-Jones | Emeryson Cars                  | Emeryson-Climax | Engine in previous race      | (11)      |